# Waruschan Karapetjan
Waruschan Karapetjan (armenisch Վարուժան Կարապետյան; * 7. März 1954 in Qamischli, Syrien; † 29. Januar 2019 in Jerewan, Armenien) war ein Mitglied der inzwischen aufgelösten armenischen Terrororganisation ASALA. Er führte die Frankreichfiliale dieser Vereinigung Anfang der 1980er Jahre und stand hinter der Bombenexplosion am Flughafen Paris-Orly 1983, bei der 8 Menschen getötet und 55 weitere verletzt wurden.

## Terrorakt am Flughafen Paris-Orly
Karapetjan stammte aus der multiethnischen Stadt Qamischli im Nordosten Syriens an der türkischen Grenze.
Zu Beginn der 1980er Jahre weitete ASALA, die sich hauptsächlich auf die Ermordung türkischer Diplomaten und ihren Familienmitgliedern konzentrierte, seine Aktivitäten nach Frankreich aus, wobei die Führungsverantwortung an Karapetjan übertragen wurde.
Am 15. Juli 1983 deponierte Karapetjan eine Bombe in einem großen Koffer vor dem Check-in-Schalter der Turkish Airlines am Flughafen Paris-Orly. Zwar bestand der Sprengstoff aus einem halben Kilo Semtex (Plastiksprengstoff), doch an den waren vier tragbare Gasflaschen befestigt, die die Sprengkraft um vielfaches erhöhten und daher schwere Verbrennungen bei vielen Verwundeten auslösten. Karapetjan zielte darauf, möglichst viele Türken zu töten. Doch seine Rechnung ging nicht auf. Unter den 8 Todesopfern waren unter anderem 4 Franzosen, ein Schwede und ein US-Amerikaner.

## Verhaftung und Verurteilung
Gleich nach dem Anschlag ging die französische Polizei mit einer Razzia gegen die Hochburgen von ASALA in Paris vor, beschlagnahmte Waffen und nahm vorerst 50 Armenier fest, die beschuldigt wurden, Verbindungen zur Terrororganisation zu haben. Karapetjan war ebenfalls unter den Verhafteten und gab bei der ersten Vernehmung zu, den Zündsatz auf dem Flughafen platziert zu haben.
Der Gerichtsprozess von Karapetjan fand in Créteil nahe Paris statt. Seine Verteidigung übernahm der französische Rechtsanwalt Jacques Vergès, während die Opferseite von der unabhängigen französischen Anwaltskanzlei Gide Loyrette Nouel vertreten wurde. Während des Verfahrens bestritt Karapetjan sein ursprüngliches Geständnis und beteuerte seine Unschuld. Doch am 3. März 1985 wurde er vom Gericht schuldig gesprochen und zu lebenslanger Haft verurteilt.

## Begnadigung und Auslieferung nach Armenien
Ab Mitte der 1990er Jahre startete die einflussreiche armenische Gemeinde in Frankreich eine Petition zur Begnadigung Karapetjans. Diese wurde von über einer Million Menschen unterzeichnet. Nach 17 Jahren in Haft wurde Karapetjan am 23. April 2001 vom Appellationsgericht der Stadt Bourges vorzeitig freigelassen und nach Armenien ausgeliefert, wo er wie ein Held empfangen wurde. Der damalige Bürgermeister von Jerewan Robert Nazarjan sicherte ihm Job und Wohnung zu. Ministerpräsident Andranik Markarjan traf sich persönlich mit Karapetjan und drückte die Freude über seine Freilassung aus. Rückendeckung für seine Aktionen bekam Karapetjan auch von führenden armenischen Intellektuellen wie Silwa Kaputikjan und Zori Balajan.
Karapetjan starb am 29. Januar 2019 in Jerewan am Herzinfarkt.